# Rupi Kaur
Rupi Kaur (ur. 4 października 1992 w Pendżabie) – indyjska poetka i rysowniczka kanadyjskiego obywatelstwa. Została uznana jedną ze 100 kobiet roku przez stację BBC w 2017. Jej debiutancki tom poezji z 2014, Mleko i miód, został wydany na świecie w nakładzie 2,5 miliona egzemplarzy i odnotował wysokie pozycje w statystykach najpopularniejszych książek w 2015.

## Życiorys
Pochodzi z rodziny Sikhów. Gdy miała trzy lata, przeprowadziła się z Indii do Kanady. Dwa lata później, pod wpływem matki zainteresowała się malarstwem. Jako źródło swoich twórczych inspiracji podała literaturę Anais Nin i Virginii Woolf, a także sikhijskie pisma święte. Wśród jej bardziej znaczących dzieł wymienia się esej fotograficzny na temat menstruacji, opisany jako część poezji wizualnej i mający na celu przełamanie tabu związanego z owym zagadnieniem.
Po ukończeniu studiów retorycznych na Uniwersytecie w Waterloo, w 2014 wydała niezależnym nakładem pierwszy zbiór wierszy Mleko i miód. Tomik szybko zdobył międzynarodowe uznanie – sprzedał się w milionie egzemplarzy w pierwszym roku od wznowienia publikacji w 2015 przez wydawnictwo Andrews McMeel Publishing. Znalazł się w czołówce najlepiej sprzedających się książek w serwisie Amazon i trafił na listę bestsellerów „The New York Times”, na której utrzymał się przez dziewięć tygodni. Został przetłumaczony na ponad trzydzieści języków. Ilustracje liniowe załączone do wierszy z tomu stanowią ich uzupełnienie, które również nazwała poezją wizualną.
Swój drugi tom poezji zatytułowany Słońce i jej kwiaty zaprezentowała w 2017.
Kaur czyta własne poezje, a także rozmawia o traumie i wyzdrowieniu z niej na spotkaniach autorskich. Porusza w nich tematykę miłości, kobiecości, migracji, rewolucji, przemocy, niesprawiedliwości i cierpienia. Często jest poddawana krytyce za zbyt duże uproszczenie formy wierszy i wypromowanie się w mediach społecznościowych, szczególnie na Instagramie.

## Twórczość

### Zbiory poezji
- 2014: Mleko i miód (tłum. Anna Gralak, Wydawnictwo Otwarte, 2017)[8]
- 2017: Słońce i jej kwiaty (tłum. Anna Gralak, Wydawnictwo Otwarte, 2018)[9]
- 2020: Dom ciało (tłum. Anna Gralak, Wydawnictwo Otwarte, 2020)

### Noty krytyczne
- 2019: The Prophet (opatrzone wstępem Rupi Kaur, aut. Khalil Gibran, Penguin Classics)[10][a]